# Sexy Zone
Sexy Zone (Chữ Kana: セクシーゾーン Chữ Romaji: Sekushii Zōn) là một nhóm nhạc nam gồm 5 thành viên được điều hành bởi Johnny & Associates

## Tiểu sử
- Được ra mắt ngày 29 tháng 9 năm 2011 trong chương trình "Kis-My-Ft2 with Johnnys Jr" (diễn ra từ ngày 27 đến ngày 29) tại Tokyo Imperial Theater. Đây là nhóm nhạc có độ tuổi trung bình nhỏ nhất trong lịch sử các nhóm nhạc debut của Johnny & Associates (14,2)
- Single debut "Sexy Zone" đầu tiên của nhóm được phát hành vào tháng 11 năm 2011, bài hát cũng được sử dụng làm theme song cho "FIVE Cup voleyball"
- Single thứ ba của nhóm bao gồm bài hát "Ame Datte" của nhóm nhỏ mới tên Sexy Boyz. (Nhóm nhỏ gồm có Matsushima Sou, Marius Yo và thành viên của Johnny’s Jr. là Jinguji Yuta, Nakamura Reia, Kuramoto Kaoru, Haniuda Amu, Nishihata Daigo và Nagase Ren.)
- Hiện tại có hai nhóm nhỏ mới tên Sexy Boyz và Sexy Matsu (Show). Sexy Boyz gồm có Marius Yo, Iwahashi Genki, và Jinguji Yuta; trong khi đó Sexy Matsu (Show) gồm  Matsushima Sou, Matsukura Kaito, và Matsuda Genta
- Single thứ 10 của nhóm Colorful Eyes nhóm trở lại với 5 thành viên cùng hoạt động
- Ngày 31 tháng 3 năm 2024, thành viên Nakajima Kento tốt nghiệp khỏi nhóm.
- Ngày 1 tháng 4 năm 2024, nhóm đổi tên thành "timelesz".

## Thành viên
Hồ sơ cá nhân của nhóm dựa trên trang web chính thức.
| Tên (Kanji) | Tên (Kana)      | Tên (Roman-ji) | Ngày sinh         | Nhóm máu | Nơi sinh           |
| ----------- | --------------- | -------------- | ----------------- | -------- | ------------------ |
| 菊池風磨    | きくち ふうま   | Kikuchi Fuuma  | 7 tháng 3, 1995   | A        | Tokyo, Nhật Bản    |
| 佐藤勝利    | さとう しょうり | Satou Shouri   | 30 tháng 10, 1996 | A        | Tokyo, Nhật Bản    |
| 松島聡      | まつしま そう   | Matsushima Sou | 27 tháng 11, 1997 | A        | Shizuoka, Nhật Bản |

### Cựu thành viên
| Tên (Kanji) | Tên (Kana)      | Tên (Roman-ji) | Ngày sinh        | Nhóm máu | Nơi sinh        |
| ----------- | --------------- | -------------- | ---------------- | -------- | --------------- |
| マリウス葉  | マリウス よう   | Mariusu You    | 30 tháng 3, 2000 | O        | Heidelberg, Đức |
| 中島健人    | なかじま けんと | Nakajima Kento | 13 tháng 3, 1994 | A        | Tokyo, Nhật Bản |

## Danh sách đĩa nhạc

### Đĩa đơn
| STT | Ngày phát hành            | Tựa                                              | Hạng (Tuần đầu) | Doanh số (Tuần đầu) | Giải thưởng | Nhãn đĩa      | Album thu âm                   |
| --- | ------------------------- | ------------------------------------------------ | --------------- | ------------------- | ----------- | ------------- | ------------------------------ |
| 1   | Ngày 16 tháng 11 năm 2011 | Sexy Zone                                        | 1               | 240,964             |             | Pony Canyon   | one Sẽyy Zone                  |
| 2   | Ngày 11 tháng 04 năm 2012 | Lady Diamond                                     | 1               | 133,551             |             | Pony Canyon   | one Sẽyy Zone                  |
| 3   | Ngày 03 tháng 10 năm 2012 | Sexy Summer ni Yuki ga Furu                      | 1               | 110,406             |             | Pony Canyon   | one Sẽyy Zone                  |
| 4   | Ngày 01 tháng 05 năm 2013 | Real Sexy! / BAD BOYS                            | 1.              | 138,863             |             | Pony Canyon   | Sexy Second                    |
| 5   | Ngày 09 tháng 10 năm 2013 | Bye Bye Dubai ~See you again~ / A MY GIRL FRIEND | 1               | 144,777             |             | Pony Canyon   | Sexy Second                    |
| 6   | Ngày 15 tháng 05 năm 2014 | King & Queen & Joker                             | 1               |                     |             | Pony Canyon   | Sexy Power3                    |
| 7   | Ngày 01 tháng 10 năm 2014 | Otoko never give up                              | 1               |                     |             | Pony Canyon   | Sexy Power3                    |
| 8   | Ngày 19 tháng 11 năm 2014 | KIMI NI HITOMEBORE                               | 1               |                     |             | Pony Canyon   | Sexy Power3                    |
| 9   | Ngày 01 tháng 07 năm 2015 | Cha-Cha-Cha Champion                             | 1               |                     |             | Pony Canyon   | Welcome to Secy Zone           |
| 10  | Ngày 16 tháng 12 năm 2015 | Colorful Eyes                                    | 1               |                     |             | Pony Canyon   | Welcome to Secy Zone           |
| 11  | Ngày 03 tháng 05 năm 2016 | Shouri no Hi Made                                | 1               |                     |             | Pony Canyon   | Sexy Zone 5th Anniversary Best |
| 12  | Ngày 19 tháng 10 năm 2016 | Yobisute                                         | 1               |                     |             | Pony Canyon   | XYZ=repainting                 |
| 13  | Ngày 29 tháng 03 năm 2017 | ROCK THA TOWN                                    | 1               | 120,000             |             | Pony Canyon   | XYZ=repainting                 |
| 14  | Ngày 04 tháng 10 năm 2017 | Gyutto                                           |                 |                     |             | Pony Canyon   | XYZ=repainting                 |
| 15  | 6/6/2018                  | Innocent Days                                    |                 |                     |             | Pony Canyon   | PAGES                          |
| 16  | 5/12/2018                 | KARAKURI DARAKE NO TENDERNESS / SUPPIN KISS      |                 |                     |             | Pony Canyon   | PAGES                          |
| 17  | 23/10/2019                | Kirin no Ko / Honey Honey                        |                 |                     |             | Pony Canyon   | POP×STEP!?                     |
| 18  | 5/8/2020                  | RUN                                              |                 |                     |             | Top J Records | SZ10TH                         |
| 19  | 4/11/2020                 | NOT FOUND                                        |                 |                     |             | Top J Records | SZ10TH                         |
| 20  | 24/3/2021                 | LET'S MUSIC                                      |                 |                     |             | Top J Records | The Highlight                  |
| 21  | 4/8/2021                  | Natsu no Hydrangea                               |                 |                     |             | Top J Records | The Highlight                  |
| 22  | 7/9/2022                  | Trust Me, Trust You.                             |                 |                     |             | Top J Records | Chapter II                     |
| 23  | 3/5/2023                  | Cream                                            |                 |                     |             | Top J Records | Chapter II                     |
| 24  | 20/9/2023                 | Honne to Tatemae                                 |                 |                     |             | Top J Records |                                |
| 25  | 13/12/2023                | Jinsei Yuugi                                     |                 |                     |             | Top J Records |                                |
| 26  | 6/3/2024                  | puzzle                                           |                 |                     |             | Over The Top  |                                |

### Album

#### Album phòng thu
| STT | Ngày phát hành | Tựa                  | Hạng (Tuần đầu) | Doanh số (Tuần đầu) | Giải thưởng | Nhãn          |
| --- | -------------- | -------------------- | --------------- | ------------------- | ----------- | ------------- |
| 1   | 14/11/2012     | one Sexy Zone        | 1               | 109,148             |             | Pony Canyon   |
| 2   | 19/2/2014      | Sexy Second          | -               | -                   | -           | Pony Canyon   |
| 3   | 11/3/2015      | Sexy Power3          | -               | -                   | -           | Pony Canyon   |
| 4   | 24/2/2016      | Welcome to Sexy Zone |                 |                     |             | Pony Canyon   |
| 5   | 14/2/2018      | XYZ=repainting       |                 |                     |             | Pony Canyon   |
| 6   | 13/3/2019      | PAGES                |                 |                     |             | Pony Canyon   |
| 7   | 5/2/2020       | POP×STEP!?           |                 |                     |             | Pony Canyon   |
| 8   | 1/6/2022       | The Highlight        |                 |                     |             | Top J Records |
| 9   | 7/6/2023       | Chapter II           |                 |                     |             | Top J Records |

#### Album hay nhất
| STT | Ngày phát hành | Tựa                            | Hạng (Tuần đầu) | Doanh số (Tuần đầu) | Giải thưởng | Nhãn         |
| --- | -------------- | ------------------------------ | --------------- | ------------------- | ----------- | ------------ |
| 1   | 16/11/2016     | Sexy Zone 5th Anniversary Best |                 |                     |             | Pony Canyon  |
| 2   | 3/3/2021       | SZ10TH                         |                 |                     |             | Top J Reords |

### DVD
| STT | Ngày phát hành            | Tên                                       | Hạng (Tuần đầu) | Doanh số (Tuần đầu) | Giải thưởng |
| --- | ------------------------- | ----------------------------------------- | --------------- | ------------------- | ----------- |
| 1   | Ngày 15 tháng 08 năm 2012 | Sexy Zone Area Concert 2012               | 1               | -                   | -           |
| 2   | Ngày 13 tháng 02 năm 2013 | Johnny's Dome Theater ~SUMMARY 2012~      | 2               | 30,960              |             |
| 3   | Ngày 14 tháng 08 năm 2013 | JOHNNYS' World no Kanshasai in Tokyo Dome | -               | -                   | -           |
| 4   | Ngày 28 tháng 08 năm 2013 | Sexy Zone Japan Tour 2013                 | 1'              | -                   | -           |
| 5   | Ngày 12 tháng 08 năm 2014 | Sexy Zone Spring Tour Sexy Second         | -               | -                   | -           |
| 6   | Ngày 14 tháng 01 năm 2015 | Sexy Zone summer concert 2014             | -               | -                   | -           |

## Hoạt động

### TV Show
- Shounen Club - ザ少年倶楽部 (trên kênh NHK BS Premium)
- Johnny's Jr. land - Johnny's Jr. land (trên kênh BS Sukapa) (2/10/2011 - ?/?/2012)
- Music Station - Music Station (trên kênh TV Asahi) 
  - 11/11/2011 [21]
  - 18/11/2011 [22]
  - 20/01/2012 [23]
  - 27/04/2012 [24]
  - 05/10/2012 [25]
  - 18/01/2013 [26]
  - 17/05/2013 [27]
- Music Japan - Music Japan (trên kênh NHK)
  - 20/11/2011[28].
  - 08/04/2012[28].
  - 06/10/2012[28].
  - 18/04/2013[28].
  - 10/10/2013[28].
- Kōhaku Uta Gassen lần thứ 64 - 第６４回紅白歌合戦 (trên kênh NHK) (31/12/2013) [29]

### Phim truyền hình
- Hungry - ハングリー! (Từ 10/1/2012 - 20/3/2012, kênh Kansai TV) - Satou Shori vai Okusu Sasuke [30]
- Kodomo Keisatsu - コドモ警察 (Từ 17/4/2012 - 19/6/2012, kênh MBS) - Marius Yo vai Aida Seishiro [31]
- Kodomo Keishi - コドモ警視 (Từ 24/1/2013 - 28/3/2013, kênh MBS, từ 22/1/2013 - 26/3/2013, kênh TBS) - Marius Yo vai Aida Seishiro
- Mirai nikki-ANOTHER:WORLD- - 未来日記-ANOTHER:WORLD- (Từ 21/4/2012 - 30/6/2012, kênh Fuji TV) - Kikuchi Fuuma vai Kousaka Ouji [32]
- Kazoku no Uta - 家族のうた (Từ 15/4/2012 - 3/6/2012, kênh Fuji TV) - Nakajima Kento vai Sakagami Kosei [33]
- Bad Boys J - Bad Boys J (Từ 4/4/2013 - 22/6/2013, kênh NTV) - Nakajima Kento vai Kiriki Tsukasa
- Summer Nude - Summer Nude (Từ 8/7/2013 - 16/9/2013, kênh Fuji TV) - Satou Shori vai Taniyama Shun[34]
- 49 - 49 (Từ 5/10/2013 -, kênh NTV) - Satou Shori vai Kagami Dan

### Phim rạp
- Kodomo Keisatsu - コドモ警察 (Công chiếu tháng 20/3 năm 2013) - Marius Yo vai Aida Seishiro [35]
- BAD BOYS J The Movie (Công chiếu ngày 9 tháng 11 năm 2013) - Nakajima Kento vai Kỉriki Tsukasa
- Akumu-chan The Movie (Công chiếu ngày 3 tháng 5 năm 2014) - Marius Yo vai Kạnji Shibui
- Silver Spoon (Gin No Saji) The Movie (Công chiếu ngày 7 tháng 3 năm 2014) - Nakajima Kento vai Yuugo

### Anime
ONE PIECE (25 tháng 8 năm 2012, Fuji TV) (Sato Shori)

### Chương trình tạp kỹ
- Koisuru Gambare 1 - 恋する・ガンバレー部 (Từ 4/10/2011 đến 3/11/2011, kênh Fuji TV)
- Koisuru Gambare 2 - 恋する・ガンバレー部2 (Từ 14-17/05/2012 & 28-31/05//2011, kênh Fuji TV)

### Kênh Radio
- Sexy Zone no Qrzone - Sexy ZoneのQrzone (Từ 5/4/2012 -)

## Biểu diễn
| Năm  | Chương trình                                                      | Ngày                                                                                         | Hội trường |
| ---- | ----------------------------------------------------------------- | -------------------------------------------------------------------------------------------- | --- |
| 2011 | Johnnys Imperial Theatre Special 「Kis-My-Ft2 with Johnny's Jr.」 | Ngày 29 tháng 9                                                                              | Teikoku gekijou |
| 2012 | Sexy Zone First Concert 2012                                      | - Ngày 11-12 tháng 2 - Ngày 18-19 tháng 2                                                    | - Hội trường A, Diễn đàn Quốc tế Tokyo (Ngày 11-12 tháng 2) - Hội trường Mein, Nhà hát nghệ thuật Umeda (Ngày 18-19 tháng 2)                                                                                            |
| 2012 | Sexy Zone ARENA Concert 2012                                      | - Ngày 29-30 tháng 3 - Ngày 1 tháng 4                                                        | - Yokohama Arena (Ngày 29-30 tháng 3) - Hội trường thành Osaka (Ngày 1 tháng 4) |
| 2012 | Johnny's Dome Theatre ~SUMMARY~                                   | - Ngày 11-15 tháng 8 - Ngày 21/8 - ngày 2/9                                                  | - Nhà hát nghệ thuật Umeda (Ngày 11-15 tháng 8) - Tokyo Dome (Ngày 21/8 - ngày 2/9) |
| 2013 | Sexy Zone Shinshun Arena Concert                                  | - Ngày 2-3 tháng 1 - Ngày 4-6 tháng 1                                                        | - Hội trường thành Osaka (Ngày 2-3 tháng 1) - Yokohama Arena (Ngày 4-6 tháng 1) |
| 2013 | JOHNNYS' World no Kanshasai in Tokyo Dome - Osaka Dome            | - Ngày 16-17 tháng 3 - Ngày 30-31 tháng 3                                                    | - Tokyo Dome (Ngày 16-17 tháng 3) - Osaka Dome (Ngày 30-31 tháng 3) |
| 2013 | Sexy Zone Japan Tour 2013                                         | - Ngày 26 tháng 3 - Ngày 4 tháng 4 - Ngày 13-14 tháng 4 - Ngày 20 tháng 4 - Ngày 3-6 tháng 5 | - Fukuoka Sunpalce (26 tháng 3) - Nippon Gaishi Sport Plaza - Gaishi Hall (Ngày 4 tháng 4) - Kobe - World Hall (Ngày 13-14 tháng 4) - Sapporo - Nitori Bunka Hall (Ngày 20 tháng 4) - Yokohama Arena (Ngày 3-6 tháng 5) |

## Liên kết
- Sexy Zone Official Site Lưu trữ ngày 12 tháng 2 năm 2012 tại Wayback Machine
- Sexy Zone @ Johhnys net Lưu trữ ngày 10 tháng 6 năm 2012 tại Wayback Machine